# Arale Norimaki
Arale Norimaki (en japonès: 則巻アラレ Norimaki Arare) és la protagonista de la sèrie manga Dr. Slump creada per Akira Toriyama.
Arale és un robot construït per en Senbei Norimaki que sembla una nena. Se la coneix per la seva personalitat energètica, la seva falta de sentit comú, i la seva força espectacular. Irònicament, no hi veu bé i necessita unes ulleres. Té els cabells llargs i d'un color blau morat al còmic i a la sèrie de dibuixos animats original, però castanys a la nova sèrie del 1997.
Arale en japonès vol dir galeteta cruixent d'arròs. La missió d'en Senbei Norimaki és convèncer la resta de ciutadans de la Vila del Pingüí que es tracta d'una noia normal. Tot funciona bé, malgrat la seva habilitat atlètica extranormal.

## Creació i concepció
Toriyama va afirmar que quan va dir al seu editor, Kazuhiko Torishima, que volia fer una manga sobre un metge, Torishima li va dir que afegís un robot. Toriyama originalment volia un robot molt gran, però com que no entrava als panells, en canvi, el va fer petit. Quan el seu editor va rebutjar aquesta idea, va fer que el robot fos una nena sabent que Torishima la trobaria "guapa". També va declarar que Senbei havia de ser el personatge principal, però el seu editor li va dir que fes que fos Arale en lloc seu i que Toriyama acceptés ho va acabar de millorar. Torishima va explicar-ho més tard, dient que Arale inicialment només era un personatge convidat per a un capítol. Tanmateix, com que li agradaven molt els personatges femenins de Toriyama, l'editor volia que fos la protagonista. L'artista es va sentir diferent perquè Weekly Shōnen Jump s'adreçava als nois. Els dos van fer una aposta; Toriyama va crear un número especial amb el lideratge femení, i el que passés a la història del lector de la revista guanyaria. Torishima va guanyar, però com que és tossut, Toriyama es va negar a canviar el nom del Dr. Slump.
Toriyama ofereix als seus protagonistes aparences clares, ja que prefereix centrar-se en la història. Ell creu que tenir personatges amb aspecte feble que després resulten ser realment forts és més interessant; Arale i Son Goku són exemples principals d'això.
Igual que els noms de molts altres personatges, el nom Arale és un broma en el nom d'una galeteta cruixent d'arròs de mida menuda (arare), i amb el nom familiar ("Norimaki Arale") es refereix a una mena d'arare embolicat amb algues nori. Al principi, les seves ulleres eren només una molèstia, ja que Toriyama volia treure-les perquè la feien més difícil de dibuixar. Tot i això, es van convertir en una marca comercial d'Arale i els lectors que havien de portar ulleres li van escriure que deia que Arale portant-les els feia sentir-se millor amb ells mateixos, així que l'autor va acabar mantenint-les.

## Biografia

### Dr. Slump
Arale es planteja com a germana o filla de Senbei, sent fruït de la seva creació, depenent de a qui li parli en Senbei. La família Norimaki creix quan Arale i Senbei descobreixen un ou en viatjar al passat. L'ou eclosiona i apareix una criatura alada petita a la que anomenen Gatxan. Llavors Senbei es casa amb la noia dels seus somnis (Midori Yamabuki) i tenen un fill que es diu Turbo. Com si la casa no fos prou plena, Gatxan es divideix inexplicablement en dues entitats separades.
La sèrie Dr. Slump és un manga de gag autoproclamat sense trama en curs. Tota la sèrie tracta de l'exploració humorística d'Arale de la dinàmica de la vida i les aventures que Senbei i les seves invencions l'envien. Arale té frases úniques que utilitza sovint, com ara "N'cha" (ん ち ゃ, una salutació que va recollir de Senbei), "Bye'cha" (バ イ ち ゃ, "adéu"), "Hoyoyo" (ほ よ よ) per expressar desconcert, i cridant "Kiiin" (キ ー ン) quan corre amb les mans cap a fora.

### Altres
Arale apareix a Bola de Drac, també de Toriyama, quan Son Goku persegueix el General Blue fins a la Vila del Pingüí, derrotant a Blue amb un cop de peu i de cap després que aquest paralitzés a Goku. També és capaç de pujar al núvol Kinton, fet que indica que és pura de cor. A les adaptacions de l'anime, Arale es veu per primera vegada en una imatge a la paret de la casa càpsula que Bulma crea a l'episodi 2 de Bola de Drac, de nou apareix a la televisió que Kame-Sennin està veient, a l'episodi 16, i en un cartell al dormitori de Son Gohan a Dragon Ball Z. També apareix a la pel·lícula The Great Mystical Adventure, i la seva cara es va mostrar a la vuitena pel·lícula de Dragon Ball Z. Arale ha aparegut dues vegades en Dragon Ball Super, primer fent una breu aparició en cameo a l'episodi 43 i després jugant un paper clau en l'episodi 69.
Arale també és un personatge jugable en els videojocs crossover Jump Super Stars i Jump Ultimate Stars, ambdós per a la Nintendo DS, com també J-Stars Victory Vs per a PlayStation 3 i PlayStation Vita. També es juga en diversos videojocs de Bola de Drac, inclosos Dragon Ball Z: Budokai Tenkaichi 3, Dragon Ball: World's Greatest Adventure i Dragon Ball DS 2: Charge! Red Ribbon Army.
Al 2014, Toei Animation va crear per Suzuki dos anuncis publicats amb Dr. Slump. Els anuncis publicitaris Kei SUV Hustler del fabricant d'automòbils inclouen noves actuacions de Mami Koyama com a Arale i Kumiko Nishihara com a Gatxan. Al 2016, Ayami Nakajo va retratar Arale en un comercial de "G.u. clothing". Es mostra Akane Kimidori (Yuki Uchida) i Peasuke Soramame (Kengo Kora) desconcertats quan Arale comercialitza les seves samarretes de marca per una faldilla plisada.

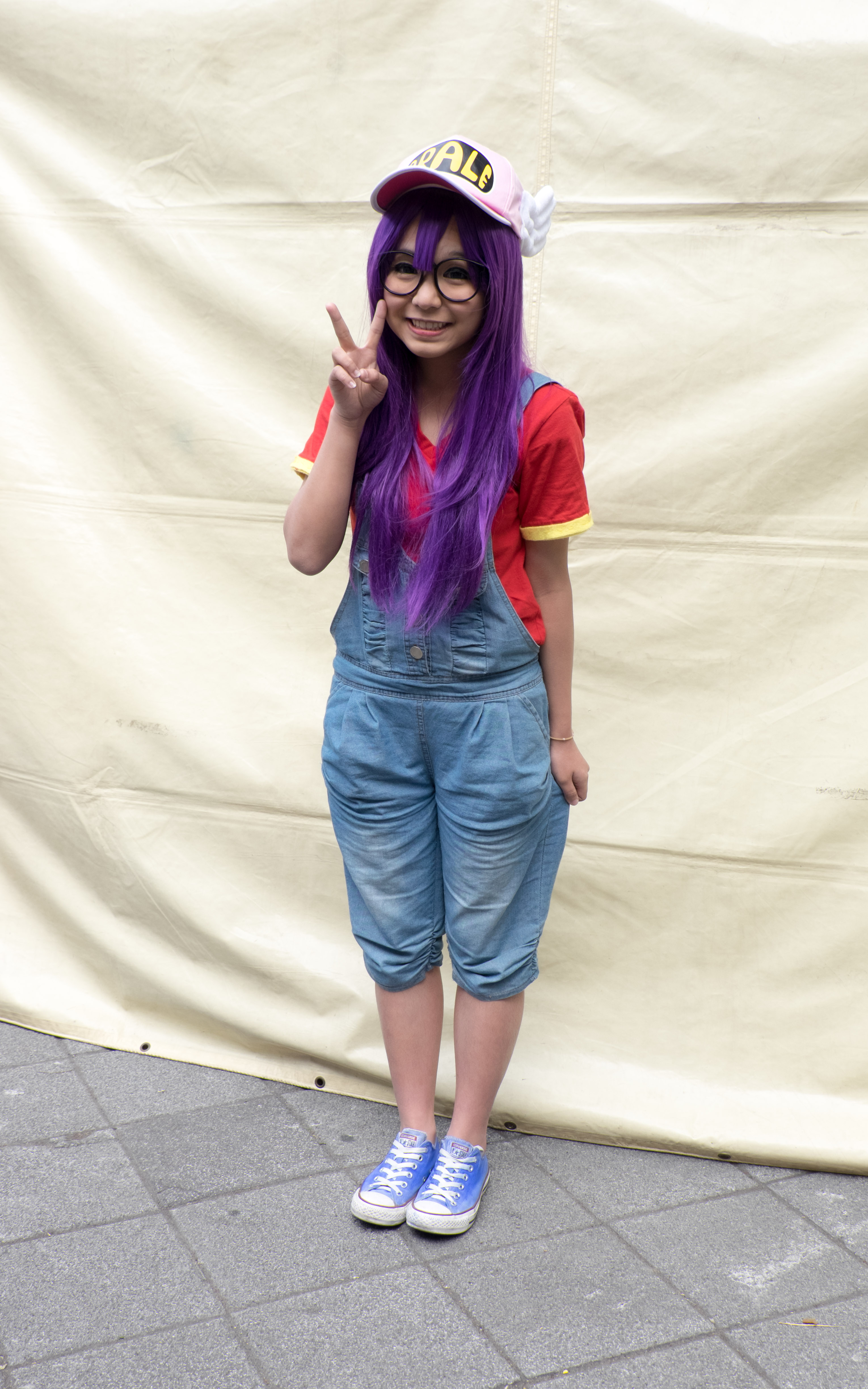
Cosplayer d'Arale Norimaki.

## Veu
La veu original de l'Arale la proporciona l'actriu Mami Koyama al primer anime del Dr. Slump, així com també a Bola de Drac i Dragon Ball Super. Taeko Kawata també li ofereix la veu en el segon anime de Dr. Slump i Yuko Hara, teclista de la popular banda de rock Southern All Stars, al drama de la ràdio.

### Doblatge
El doblatge en català de la veu de l'Arale es va realitzar l'any 1987 amb les actrius Núria Mediavilla, Ana Pallejà, Marta Barbarà i Ana Maria Camps. En canvi, la veu en valencià, del Canal 9, l'atorgà l'actriu Miryam Giner.

## Recepció
Al 1982, Arale va obtenir el 12è lloc del quart Anime Grand Prix per al Personatge Preferit. Carl Kimlinger, d'Anime News Network, va escriure que entre el repartiment del Dr Slump, Arale destaca; "La manera com ella fa riure i corre i engresca involuntàriament és inoblidable". El seu paper a Dragon Ball Super va ser elogiat per Sam Leach, d'ANN, per la confrontació amb els protagonistes Goku i Vegeta; aquests últims sovint trenquen la quarta paret afirmant que no poden derrotar a una persona d'una sèrie de gags.
El 1987, quan li va preguntar qui guanyaria si Arale i Son Goku lluitaven, Toriyama va dir que Arale era més forta. Masashi Kishimoto, creador de Naruto, es va interessar per dibuixar durant la seva infància a partir de dibuixar imatges d'Arale.

### A la cultura popular
A la pel·lícula de Hong Kong del 1985 My Lucky Stars, el personatge que interpreta Jackie Chan apareix amb un vestit d'Arale mentre treballava encobert en un parc temàtic.
El còmic japonès Hōsei Yamasaki es va vestir d'Arale, imitant-la caracteritzadament dient "Kiiin" i "N'cha" a la sèrie Downtown no Gaki no Tsukai ya Arahende!! Cosplay Bus Tour. A causa de no haver completat la seva tasca (aconseguir espaguetis per a tot el repartiment), va haver de volar a Itàlia per aconseguir espaguetis per a tot el repartiment i l'equip, vestits d'Arale durant tot el camí.
Un episodi del programa de televisió nord-americà America's Funniest Home Videos va incloure un vídeo amb un retall d'Arale que la gent es podia enganxar al cap, només per deixar-lo caure.
L'episodi "Bogus Booty" de Samurai Champloo, de l'any 2004, té una escena en què Mugen agafa el gest característic d'Arale movent els seus braços cap enfora i dient "Kiiin".
El personatge principal del videojoc Dragon Quest Builders 2 del 2018, per al qual Toriyama va ser el dissenyador de personatges, corre amb les mans cap enfora com l'Arale.
L'artista marcial mixt coreà, Seo Hee Ham, és sobrenomenat "Arale-chan" al Japó per la seva aparença fora del ring que alguns la troben semblant al personatge de ficció.